# The Movie Album
The Movie Album – album amerykańskiej piosenkarki Barbry Streisand, wydany w 2003 roku. Płyta składała się z dwunastu utworów pochodzących z filmów, takich jak Dzisiejsze czasy, Śniadanie u Tiffany’ego i Bagdad Café.
Album dotarł do 5. miejsca amerykańskiego zestawienia Billboard 200 i został w USA certyfikowany jako złota płyta.

## Lista utworów
1. „Smile” - 4:16
2. „Moon River” - 3:41
3. „I'm in the Mood for Love” - 4:01
4. „Wild Is the Wind” - 4:12
5. „Emily” - 3:45
6. „More in Love with You” - 4:41
7. „How Do You Keep the Music Playing?” - 5:08
8. „But Beautiful” - 5:34
9. „Calling You” - 4:57
10. „The Second Time Around” - 4:33
11. „Goodbye for Now” - 2:48
12. „You're Gonna Hear from Me” - 4:06